# Almanach Nodot
 (août 2020).
L'Almanach Nodot est une publication périodique annuelle publiée à Paris de 1902 à 1927.

## Description
L'almanach qui porte le nom de son éditeur, N. Nodot, se veut documentaire ; il est illustré de gravures sur bois représentant notamment les coiffes de France, les meilleurs tableaux du Salon, des plans des théâtres, des images des châteaux de France et offre des concours à ses lecteurs.
Comme l'Almanach Vermot, il se caractérise par sa couverture rouge.
C'est dans l'Almanach Nodot que parut en 1911 une des premières bandes dessinées à phylactères publiées en France, la série Frip et Bob créée par Pierre Mac Orlan,.